# Cynanchum peraffine
Cynanchum peraffine är en oleanderväxtart som beskrevs av R. E. Woodson. Cynanchum peraffine ingår i släktet Cynanchum och familjen oleanderväxter. Inga underarter finns listade i Catalogue of Life.